# 스완지 공습
스완지 공습은 1941년 2월 19일부터 21일까지 나치 독일의 루프트바페가 스완지를 집중적으로 폭격한 사건이다. 이 공습으로 총 230명이 사망하고 397명이 부상당했다. 스완지는 항구이자 스완지 부두로서의 중요성, 그리고 그 너머의 정유 시설 때문에 독일군에게 합법적인 전략 목표로 선정되었다. 석탄 수출을 마비시키고 민간인과 비상 서비스를 사기를 저하시키는 것을 목표로 한 전략폭격 작전의 일환으로서 스완지의 파괴는 나치 독일의 전쟁 노력에 핵심적인 부분이었다.

## 폭격 작전

### 첫 번째 공습, 1940년 6월
스완지에 대한 첫 공습은 1940년 6월 27일 오전 3시 30분에 시작되었다. 루프트바페 항공기가 첫 번째 표식 조명탄을 투하했고, 이어지는 폭격기들이 도시 중심부 동쪽의 다니그리그 주거 지역에 고폭탄을 떨어뜨렸다. 이 공습은 비교적 경미하여 ARP(방공 경보) 통제관에게 보고된 사상자는 없었다. 킬비 힐 지역에서는 여러 개의 불발탄이 발견되었다. 그해에 15번의 추가 공습이 있었으며, 그중 가장 심했던 9월 1~2일 공습으로 33명이 사망하고 37명이 중상을 입었다.

### 사흘 밤 공습

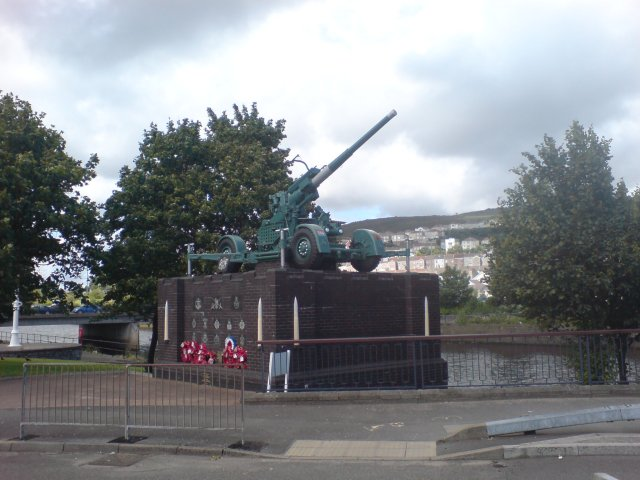
스완지의 방공, 특히 1941년 2월 21일 밤을 기념하여 세워진 기념비 위에 3.7인치 중대공포가 놓여 있다.

1941년 1월, 일련의 소규모 공습 이후 1월 17일에는 55명이 사망하고 38명이 중상을 입는 대규모 폭격이 있었다. 독일 기록에 따르면 이 공습에는 88대의 적 항공기가 참여하여 178개의 고폭탄을 투하했다. 도시의 주거 및 상업 지역에 상당한 피해가 발생했다. 다음 달인 1941년 2월 19일, 20일, 21일의 사흘 밤 동안 스완지에 가해진 전쟁 중 가장 파괴적인 폭격이 발생했으며, 이는 사흘 밤 공습(Three Nights' Blitz)으로 알려지게 되었다. 폭격은 2월 19일 오후 7시 30분에 시작되었다.
첫날 밤, 스완지의 제79 (하트퍼드셔 예비군) 중대공포 연대, 왕립포병대의 연대 본부와 사격 통제실(GOR)이 있던 건물이 폭탄에 의해 파괴되었다. 두 명의 장교와 다섯 명의 다른 계급 군인들이 전사하거나 부상으로 사망했지만, 포병대는 현지 통제 하에 계속 사격했으며 통신도 유지되었다.
두 번째 밤의 폭격은 스완지 공습에서 가장 집중적인 민간인 인명 손실을 초래했다. 도시 메이힐 지구의 테일로 크레센트에서는 주택 14채가 파괴되고 주민 24명과 소방관 및 민방위 자원봉사자 6명이 사망했다. 이 지역에서만 총 38명이 공습 중에 사망했다. 또한 마운트 플레전트 (스완지), 컴버라 및 맨셀턴 주거 지역에도 광범위한 피해가 발생했다.
2월 21일 저녁, 펨브리 공군기지의 섹터 작전실과 임시 스완지 GOR 사이에 혼선이 있었다. 이로 인해 오후 8시 20분부터 9시 10분까지 포병 사격이 중단되었고, 야간 전투기가 도착하지 않아 도시 중심부가 무방비 상태로 남겨졌다. 제한이 해제된 후 일부 폭격기가 격추되긴 했지만, 스완지 중심부는 황폐화되었고 화재와 지연 폭탄으로 인해 통신이 두절되었다.
사흘 후 "전투 종료" 사이렌이 울렸을 때, 230명이 사망하고 409명이 부상당했다. 더욱이 7,000명이 집을 잃었다. 도심은 직격탄을 맞아 대규모 화재가 발생하여 벤 에반스 백화점과 빅토리아 시대 시장을 포함한 많은 상업 시설이 파괴되었다.
사흘 밤의 공습 동안 총 약 14시간의 적 활동이 기록되었다. 1,273개의 고폭탄과 56,000개의 소이탄이 투하된 것으로 추정된다. 약 41에이커 면적의 지역이 목표가 되었으며, 857채의 건물이 파괴되고 11,000채가 손상되었다. 공습 이후 사기를 높이기 위해 1941년 3월에는 국왕과 왕비가 스완지를 방문했고, 다음 달에는 윈스턴 처칠 총리가 방문했다.

### 추가 폭격
스완지는 1941년과 1942년 동안 11번의 추가 공습 대상이 되었다. 전쟁 중 스완지에 대한 폭격은 총 40차례 발생했으며, 마지막 공습은 1943년 2월 16일에 발생하여 34명이 사망하고 111명이 부상당했다.

## 내용주
1. ↑  “BBC Wales - History - Themes - Bombing raids”. 《Bbc.co.uk》. 2017년 8월 9일에 확인함.
2. ↑  Lewis, Bernard (2024). 《Swansea and the Second World War》. Talybont: Y Lolfa. 298쪽. ISBN 9781800994409.
3. ↑  Lewis, Bernard (2024). 《Swansea and the Second World War》. Talybont: Y Lolfa. 122–23쪽. ISBN 9781800994409.
4. ↑  Sainsbury, pp. 77–79.
5. ↑  Collier, Appendix XXX, ibiblio.org; accessed 9 August 2017.
6. ↑  Routledge, p. 395.
7. ↑  Sainsbury, pp. 80–81.
8. ↑  《The devastating night 24 friends, family and neighbours were killed on one Welsh street》, Wales Online, 2021년 2월 22일, 2023년 3월 20일에 확인함
9. ↑  Lewis, Bernard (2024). 《Swansea and the Second World War》. Talybont: Y Lolfa. 131–34쪽. ISBN 9781800994409.
10. ↑  Sainsbury, pp. 83–84.
11. ↑  “Looking back at the Swansea blitz of 1941”. Wales Online. 1941년 2월 19일. 2017년 8월 9일에 확인함.
12. ↑  “The Blitz”. 《Swanseamuseum.co.uk》. 1941년 2월 21일. 2017년 8월 9일에 확인함.
13. ↑  Lewis, Bernard (2024). 《Swansea and the Second World War》. Talybont: Y Lolfa. 175-76쪽. ISBN 9781800994409.
14. ↑  Lewis, Bernard (2024). 《Swansea and the Second World War》. Talybont: Y Lolfa. 240, 299쪽. ISBN 9781800994409.